# Ron Barassi
Pour les articles homonymes, voir Barassi.
Ronald Dale Barassi Jr, né le 27 février 1937 à Castlemaine et mort le 16 septembre 2023, est un joueur professionnel et entraîneur de football australien. Sa carrière dans l'Australian Football League (AFL), aussi bien en tant que joueur qu'en tant qu'entraîneur est remarquable de par sa longévité ainsi que sa réussite. 
Le nom de Barassi est à jamais associé au football australien tant son influence sur le sport est grande, et ce, encore aujourd'hui.

## Jeunesse
Originaire d'une petite ville minière dans le centre de l'État du Victoria en Australie, Ron Barassi s'est très vite destiné à une carrière de joueur de football australien. Son père était lui-même un joueur reconnu, et après la mort de celui-ci pendant la Seconde Guerre mondiale, Ron décide de rejoindre le même club que son père : les Melbourne Demons. Mais la réglementation des recrutements alors en vigueur ne permet pas au jeune Ron de rejoindre les Demons : selon celle-ci, Ron Barassi ne peut rejoindre que les clubs des Carlton Blues ou des Collingwood Magpies. Un groupe de joueurs et d'officiels du Melbourne Football Club font alors pression sur la VFL pour que Barassi puisse rejoindre les Demons. Cette démarche sera payante, puisque la VFL introduira la règle père-fils qui permet à une équipe de sélectionner le fils d'un de ses anciens joueurs. Barassi sera le deuxième joueur de l'histoire de la VFL à être recruté en invoquant cette règle. L'influence de Barassi sur le foot australien est déjà grande avant même que sa carrière ait commencée.

## Carrière comme joueur
À son arrivée à Melbourne, le jeune Barassi est l'objet de toutes les attentions. Norm Smith, l'entraîneur de l'époque, le prend sous son aile et l'accueille chez lui lorsque sa mère part vivre en Tasmanie.
Dans les années 1950, Melbourne domine le championnat Victorian Football League (VFL) et Barassi en profite pour développer ses capacités de footballeur. Il participe à son premier match en 1953 contre Footscray Football Club. Il commence la rencontre sur le banc, et se fait immédiatement plaquer par Charlie Sutton lors de son entrée en jeu. Au départ incertain quant à la position de Barassi sur le terrain, Smith le fait jouer comme second ruckman (en) malgré sa petite taille. Le joueur s'avère avoir le style de jeu d'un rover et le terme de ruck rover fait son apparition dans le langage du football australien. De nombreux clubs adoptent cette structure pour leur équipe, ce qui conduit à un style de jeu plus fluide. Barassi devient vite un joueur indispensable à son équipe, et se voit confier de plus grandes responsabilités. En 1957, il devient vice-capitaine, puis capitaine trois ans plus tard. Après la grande finale perdue en 1954 face à Footscray, les Deamons dominent outrageusement la VFL en étant sacrés champions en 1955, 1956 et 1957.
En 1965, Ron Barassi rejoint les Carlton Blues quasi après un an de négociations. Le président des Blues de l'époque, George Harris, le persuade de rejoindre son club en lui offrant un poste d'entraîneur-capitaine ainsi qu'un salaire très important. Ce transfert fait scandale à l'époque, en effet il est le premier joueur de la VFL à quitter son équipe pour des raisons financières.
Bien que son niveau de jeu ne soit jamais le même à Carlton qu'il ne l’était à Melbourne, Barassi réussit à emmener les Blues vers les sommets de la VFL en seulement quatre ans. En s'appuyant sur les enseignements de Norm Smith, il permet à Carlton de gagner en 1968 son premier titre depuis 21 ans. En 1970, devant la plus grosse affluence pour un match de la VFL, ils signent le plus grand retour de l'histoire du foot en battant leurs rivaux de Collingwood après avoir été menés de 44 points à la mi-temps.